# Мур, Клейтон
Клейтон Мур (англ. Clayton Moore; настоящее имя Джек Карлтон Мур (англ. Jack Carlton Moore); 14 сентября 1914, Чикаго — 28 декабря 1999, Уэст-Хиллз, Лос-Анджелес) — американский актёр, прославившийся исполнением роли Одинокого рейнджера в вестернах и телевизионных сериалах 1940-х—1950-х годов.

## Жизнь и карьера
Творческую карьеру начал в возрасте восьми лет как цирковой акробат. Школьное образование получил в родном городе Чикаго. На проводившейся в 1934 году выставке «Прогресс столетия» в Чикаго выступал с номерами на трапеции. В молодости работал моделью в ателье актёра и модельера Джона Роберта Пауэрса. В середине 1930-х годов Мур переехал в Голливуд, а в 1940 году получил от продюсера Эдварда Смолла псевдоним «Клейтон». В годы перед вступлением США во Вторую мировую войну сыграл несколько ролей в малобюджетных вестернах. Во время войны был призван в американскую армию, служил в авиационных частях.
Популярнось пришла к актёру в 1949 году, после того, как Джордж Трендл предложил ему главную роль в своём телесериале «Одинокий рейнджер». Создав вместе с Фрэном Стрейкером в 1933 году радиопрограмму про «Одинокого рейнджера», Трендл запустил телевизионного сериала с тем же названием. Для съёмках в шоу актёру приходилось тренировать свой голос так, чтобы он был схожим с радиопостановкой 1930-х годов. Сериал про Одинокого рейнджера и его верного друга, индейца Тонто (в исполнении Джея Сильверхельса) имел огромный успех у зрителей; согласно исследованию корпорации ABC, у этого сериала уже в 1949 году были наивысшие телевизионные зрительские рейтинги. Музыкальное сопровождение вестерна было номинировано на премию «Эмми» в 1950 году. Всего в 1949—1957 годах с участием Клейтона Мура было отснято 169 серий «Одинокого рейнджера».
Актёр также участвовал в других телевизионных вестернах, например в эпизоде телесериала «Приключения Кита Карсона» (1952) и других. После съёмок в своём последнем фильме об Одиноком рейнджере — «Одинокий рейнджер и город золота» (1958) Мур оставил карьеру киноактёра и в последующие 40 лет выступал как гость популярных телевикторин и различных проектов на телевидении. Скончался в Калифорнии в госпитале из-за последствий инфаркта. К этому времени 85-летний Мур состоял в своём четвёртом браке с Кларитой Мур. Имеет звезду на голливудской «Аллее Славы».

## Фильмография
| Год       |     | Русское название                 | Оригинальное название                     | Роль                         |
| --------- | --- | -------------------------------- | ----------------------------------------- | ---------------------------- |
| 1937      | ф   | —                                | Forlorn River                             | ковбой                       |
| 1937      | ф   | —                                | Thunder Trail                             | ковбой                       |
| 1938      | ф   | —                                | Go Chase Yourself                         | репортёр                     |
| 1938      | ф   | Школа преступности               | Crime School                              | репортёр                     |
| 1938      | ф   | —                                | When Were You Born                        | помощник окружного прокурора |
| 1938      | ф   | Ковбой из Бруклина               | Cowboy from Brooklyn                      | хронометрист на родео        |
| 1938      | ф   | Техасцы                          | The Texans                                | Слим                         |
| 1938      | ф   | Секреты актрисы                  | Secrets of an Actress                     | театральный билетёр          |
| 1938      | ф   | —                                | Spring Madness                            | студент колледжа             |
| 1939      | ф   | Сожги их, О’Коннор               | Burn ’Em Up O’Connor                      | интерн в госпитале           |
| 1939      | ф   | Четыре девушки в белом           | Four Girls in White                       | интерн                       |
| 1939      | ф   | Сержант Мадден                   | Sergeant Madden                           | интерн                       |
| 1939      | ф   | Бродвейская серенада             | Broadway Serenade                         | оператор                     |
| 1939      | ф   | Не рассказывай сказки            | Tell No Tales                             | Уилсон                       |
| 1939      | ф   | —                                | Radio Hams                                | радист на корабле            |
| 1939      | ф   | Сражающийся легион Зорро         | Zorro’s Fighting Legion                   | Фернандо                     |
| 1940      | ф   | Кит Карсон                       | Kit Carson                                | Пол Терри                    |
| 1940      | ф   | Сын Монте-Кристо                 | The Son of Monte Cristo                   | лейтенант Фриц Дорнер        |
| 1941      | ф   | Международная леди               | International Lady                        | Сьюелл                       |
| 1941      | ф   | —                                | Tuxedo Junction                           | Билл Беннетт                 |
| 1942      | ф   | Чёрные драконы                   | Black Dragons                             | Дик Мартин                   |
| 1942      | ф   | —                                | Hello, Annapolis                          | Чарльз                       |
| 1942      | ф   | Ниока в опасности                | Perils of Nyoka                           | доктор Ларри Грейсон         |
| 1942      | ф   | —                                | Outlaws of Pine Ridge                     | Лейн Холлистер               |
| 1945      | кор | —                                | Target — Invisible                        | оператор радара              |
| 1946      | ф   | —                                | The Bachelor’s Daughters                  | Билл Коттер                  |
| 1946      | ф   | —                                | The Crimson Ghost                         | Луис Аш                      |
| 1946      | ф   | —                                | Heldorado                                 | Джо                          |
| 1947      | ф   | —                                | Jesse James Rides Again                   | Джесси Джеймс                |
| 1947      | ф   | —                                | Along the Oregon Trail                    | Грегг Терстон                |
| 1948      | ф   | —                                | G-Men Never Forget                        | агент Тед O’Хара             |
| 1948      | ф   | —                                | Marshal of Amarillo                       | Арт Крендолл                 |
| 1948      | ф   | —                                | Adventures of Frank and Jesse James       | Джесси Джеймс                |
| 1948      | ф   | —                                | The Plunderers                            | раненый всадник              |
| 1948      | ф   | —                                | The Far Frontier                          | Том Шарпер                   |
| 1949      | ф   | —                                | Sheriff of Wichita                        | Рэймонд д’Арси               |
| 1949      | ф   | —                                | Riders of the Whistling Pines             | оруженосец Пит               |
| 1949      | ф   | Призрак Зорро                    | Ghost of Zorro                            | Кен Мейсон                   |
| 1949      | ф   | Невеста мести                    | Bride of Vengeance                        | лучник                       |
| 1949      | ф   | —                                | Frontier Investigator                     | Скотт Гарнетт                |
| 1949      | ф   | —                                | The Gay Amigo                             | лейтенант                    |
| 1949      | ф   | —                                | South of Death Valley                     | оруженосец Брэд              |
| 1949      | ф   | —                                | Masked Raiders                            | Мэтт Треветт                 |
| 1949      | ф   | —                                | The Cowboy and the Indians                | оруженосец Люк               |
| 1949      | ф   | —                                | Bandits of El Dorado                      | Б. Ф. Морган                 |
| 1949      | ф   | —                                | Sons of New Mexico                        | Руф Бернс                    |
| 1949—1957 | с   | Одинокий рейнджер                | The Lone Ranger                           | Одинокий рейнджер            |
| 1951      | ф   | —                                | Cyclone Fury                              | Грет Хенлон                  |
| 1952      | ф   | Радарные мужчины с луны          | Radar Men from the Moon                   | Грейбер                      |
| 1952      | ф   | —                                | Captive of Billy the Kid                  | Пол Ховард                   |
| 1952      | ф   | —                                | Buffalo Bill in Tomahawk Territory        | Буффало Билл Коди            |
| 1952      | ф   | —                                | The Hawk of Wild River                    | Ястреб                       |
| 1952      | ф   | Мятеж                            | Mutiny                                    | лейтенант Питерс             |
| 1952      | ф   | —                                | Night Stage to Galveston                  | Клайд Чемберс                |
| 1952      | с   | —                                | Adventures of Wild Bill Hickok            | Ларсон                       |
| 1952      | ф   | —                                | Desert Passage                            | Дейв Уорвик                  |
| 1952      | ф   | —                                | Montana Territory                         | заместитель Джордж Айвз      |
| 1952      | ф   | —                                | Barbed Wire                               | Ратледж Хенчман              |
| 1952      | с   | Приключения Кита Карсона         | The Adventures of Kit Carson              | главарь банды                |
| 1952      | ф   | —                                | Son of Geronimo: Apache Avenger           | Джим Скотт                   |
| 1952      | ф   | Налётчики                        | The Raiders                               | Бун Логан                    |
| 1952      | ф   | Легенда об Одиноком рейнджере    | The Legend of the Lone Ranger             | Одинокий рейнджер            |
| 1952      | с   | Хопалонг Кэссиди                 | Hopalong Cassidy                          | Тревор Лейн                  |
| 1952—1953 | с   | —                                | The Range Rider                           | Дэн Мейган / Мартин Уикетт   |
| 1953      | ф   | —                                | Jungle Drums of Africa                    | Алан Кинг                    |
| 1953      | ф   | —                                | Kansas Pacific                            | оруженосец Стоун             |
| 1953      | ф   | —                                | Bandits of Corsica                        | Рикардо                      |
| 1953      | ф   | Путь через Ларедо                | Down Laredo Way                           | Чип Уэллс                    |
| 1953—1954 | с   | Шоу Джина Отри                   | The Gene Autry Show                       | разные персонажи             |
| 1954      | с   | Энни Оукли                       | Annie Oakley                              | оруженосец                   |
| 1954      | ф   | —                                | Gunfighters of the Northwest              | констебль Брэм Невин         |
| 1954      | ф   | —                                | The Black Dakotas                         | Стоун                        |
| 1954      | ф   | Страсть                          | Passion                                   | лейтенант                    |
| 1955      | ф   | —                                | The Lone Ranger Story                     | Одинокий рейнджер            |
| 1955      | ф   | Засада апачи                     | Apache Ambush                             | страж пещеры / горожанин     |
| 1956      | ф   | Одинокий рейнджер                | The Lone Ranger                           | Одинокий рейнджер            |
| 1958      | ф   | Одинокий рейнджер и город золота | The Lone Ranger and the Lost City of Gold | Одинокий рейнджер            |
| 1959      | с   | Лесси                            | Lassie                                    | Одинокий рейнджер            |
| 1986      | с   | Величайший американский герой    | The Greatest American Hero                | Арм Рестлер                  |